# ريتشارد غودمان (لاعب كرة قدم أمريكية)
ريتشارد غودمان (بالإنجليزية: Richard Goodman)‏ هو لاعب كرة قدم أمريكية أمريكي، ولد في 30 ديسمبر 1987 في فورت لودرديل في الولايات المتحدة.

## وصلات خارجية
- ريتشارد غودمان على موقع مرجع كرة القدم المحترفة.كوم (الإنجليزية)